# 星火 (1960年杂志)
《星火》是下放至农村的兰州大学此前反右运动中被划成右派的学生于1960年创办的杂志，仅印出了一期，因其内容不见容于当时的中华人民共和国政府，很快被取缔。

## 历史
1959－1961年，中华人民共和国继“大跃进”和人民公社化运动后，出现了大饥荒。兰州大学被下放到农村进行劳动改造的部分右派学生，目睹了甘肃省武山、天水两县的农村饥荒的惨烈情况，1960年初，历史系学生张春元发起创办《星火》杂志，他们希望通过《星火》杂志，传播思想、唤醒社会的良知。
学生们凑钱买了油印机，自己刻蜡版，印成了首期《星火》，三十多页，其中发表了林昭的长诗《普罗米修斯受难的一日》。该期有篇文章，称赞彭德怀为民请命，并表达了对毛泽东的不满。在《当前的形势和我们的任务》一文中则揭露了当时社会的惨状，希望由共产党内部发起革命。他们计划将杂志寄给各省市的领导人，以期纠正错误。

## 结局
但首期《星火》还没有寄出，第二期尚在编辑中，由於有人告密，1960年9月30日，在武山、天水的这些学生被捕，同时被捕的还有数十名了解并支持他们的当地农民。
- 张春元被判无期徒刑；
- 中共武山县委副书记杜映华因为与这些学生有过交流，被判刑五年，刑满后，却不得回社会，留在监狱“就业”当工人；1970年与张春元同案处决。[2]
- 中文系女学生谭蝉雪，判十四年；[3]
- 化學系讲师胡晓愚，判十五年；
- 物理系学生何之明，判十五年；
- 物理系学生苗新久，判二十年；
- 物理系学生顾雁，判十年以上；[4]
- 物理系学生徐诚，判十年以上；
- 中文系学生杨贤勇，判十年；
- 生物系学生陈德根，判七年；
- 化學系学生向承鉴，判十八年；
- 当地四十多岁的农民刘武雄，判十二年。

1961年8月10日，张春元越狱，9月6日再次被捕。
1968年4月29日，林昭被枪决。
1970年3月，张春元和杜映华因“在监内进行第二次反革命活动”（递纸条），两人被处决于兰州。
1978年，中共中央发布五十五号文件，《星火》案所涉及的兰州大学其他七名案犯右派身份得到改正。1981年4月，天水地区中级人民法院宣告张春元、向承鉴无罪。